# Стафилококе
Стафилококе су грам-позитивне бактерије лоптастог облика (коке), које су груписане у виду гроздова или јата. Постоји тридесетак врста стафилокока, од који је је најпознатије 
- стафилококус ауреус (златни стафилокок) лат. Staphylococcus aureus
- стафилококус епидермидис (епидермални стафилокок) лат.  и
- стафилококус сапрофитикус (сапрофитни стафилокок) лат. Staphylococcus saprophyticus.

## Особине и патогеност
Стафилококе спадају у групу микрокока. То су мале бактерије, пречника 1 μm, лоптастог облика. Стафилококе су непокретне и производе каталазу, ензим који разлаже водоник пероксид. Постоји преко 30 врста стафилокока при чему су горе поменуте врсте патогене за човека. Заправо епидермални и сапрофитни стафилокок су део нормалне бактеријске флоре и само код пацијената са ослабљеним имунитетом могу изазвати инфекцију (чест су узрочник болничких инфекција). Стафилококус ауреус је патогена бактерија, која секретује разне токсине: алфа токсин, ентеротоксине, ексфолијатин, леукоцидин, токсин који изазива токсични шок синдром (погледати егзотоксини), али може и директним продором у организам да изазове разне инфекције. Ентеротоксини стафилокока су чест узрок интоксикација путем хране, јер су стабилни на топлоти (кувањем хране 15-30 минута на 100°C се не разграђују). Стафилококус ауреус често изазива запаљење лојних жлезда или групе лојних жлезда (фурункул и карбункул), синузитис, инфекције рана, запаљење средњег уха, остеомијелитис (запаљење коштане сржи и коштаних каналића) итд. Посебна група ових бактерија, метицилин резистентни стафилококус ауреус-МРСА развила је веома јаку отпорност на антибиотике, тако да само неколико антибиотика делује на ове бактерије.

## Галерија
- Стафилококус ауреус